# Lijst van spelers van FC Luzern
Deze lijst omvat voetballers die bij de Zwitserse voetbalclub FC Luzern spelen of gespeeld hebben. De namen van de spelers zijn alfabetisch gerangschikt.

## A
- Felipe Adão
- Babatunde Adekunle
- Kurt Aerni
- François Affolter
- Ansi Agolli
- Julio Alcorsé
- Petar Aleksandrov
- Fidan Aliti
- David Andreoli
- Stephan Andrist
- Ruedi Arn
- Francisco Arrué
- Arno Arts
- Yao Aziawonou

## B
- Pascal Bader
- Mirsad Baljić
- Thierry Bally
- Roland Bättig
- Herbert Baumann
- Kurt Becker
- Walter Beerli
- Stojan Belajic
- Martin Berisha
- Marco Bernaschina
- Jonas Bernet
- Brian Bertelsen
- Frantz Bertin
- Olivier Biaggi
- Urs Birrer
- Nikoslav Bjegovic
- Stefan Blunschi
- Eberhard Borchert
- Márcio Borges
- Alfons Bosco
- Selim Boz
- Oliver Bozanic
- Marco Branca
- Christian Brand
- Markus Brunner
- Lorenzo Bucchi
- Silvan Büchli
- Mario Bühler
- Patrick Bühlmann
- Fabrizio Bullo
- Hans-Peter Burri
- Reto Burri

## C
- Calapes
- Oliver Camenzind
- Mario Cantaluppi
- Pascal Castillo
- Matias Cenci
- Henri Cerutti
- Davide Chiumiento
- Fabijan Cipot
- Gerardo Clemente
- Paolo Collaviti
- Giorgio Contini
- Louis Crayton
- Romain Crevoisier

## D
- Ivan Dal Santo
- Patrick De Napoli
- Francesco Di Jorio
- Boubacar Diarra
- Michael Diethelm
- Thierry Doubai
- Pawel Drumlak

## E
- René van Eck
- Edson
- Faysal El-Idrissi
- Blessing Eleke
- Karl Elsener
- Karl Engel
- John Eriksen
- Lucio Esposito
- Lior Etter

## F
- David Fairclough
- Daniel Fanger
- Marco Fellmann
- Martin Fink
- Patrick Foletti
- Sandro Foschini
- Roberto Fregno
- Alexander Frei
- Remo Freuler
- Werner Frey
- Paul Friberg
- Ernst Frick
- Kwabena Frimpong
- Rolf Fringer

## G
- Milan Gajić
- Gábor Gerstenmájer
- Adrian Giampietri
- Gian
- Christoph Gilli
- René Glaus
- Peter Gmür
- Werner Goldmann
- Demetrio Greco
- Sigurður Grétarsson
- Urs Güntensperger
- Rudi Gutendorf
- Edgar Gwerder
- Daniel Gygax

## H
- Markus Haas
- Nicolas Haas
- Erich Hahn
- Albert Halter
- André Halter
- René Hasler
- Roger Hegi
- Andreas Hilfiker
- Ottmar Hitzfeld
- Xavier Hochstrasser
- Ronny Hodel
- Werner Hofmann
- Claudio Holenstein
- Kevin Holz
- Herbert Hunger
- Patrick Huser
- Helmut Huttary
- Jahmir Hyka

## I
- Cristian Ianu
- Muri Ibrahim
- Samuel Imbach
- Sascha Imholz
- Roland Inderbitzin
- Sascha Irnholz
- Raffaele Izzo

## J
- Gotsja Jamaraoeli
- Jakob Jantscher
- Peter Jehle
- Daniel Joller
- Manfred Joller
- Shi Jun

## K
- Albert Kaci
- Mahmoud Kahraba
- Goran Karanovic
- Willy Karcher
- Pajtim Kasami
- Hanspeter Kaufmann
- Roman Kaufmann
- Micheil Kavelasjvili
- Olarenwaju Kayode
- Alseny Keita
- Benjamin Kibebe
- Heinz Kissling
- Ivan Knez
- Adrian Knup
- Adalbert Koch
- Ludwig Kögl
- Hristo Koilov
- Benedikt Koller
- Swen König
- George Koumantarakis
- Fritz Kress
- Werner Kruppa
- Hekuran Kryeziu
- Santiago Kuhl
- Burim Kukeli
- Rolf Künzli
- Dwi Yulianto Kurniawan
- Josef Küttel

## L
- Andrés Lamas
- Christophe Lambert
- Nicolas Lambert
- Detlev Lauscher
- Stephan Lehmann
- Martin Lengen
- Peter Lérant
- Heinz Lettl
- Dario Lezcano
- Badile Lubamba
- Luizão
- Claudio Lustenberger
- Fabian Lustenberger
- Simon Lustenberger
- Mauro Lustrinelli
- Otto Luttrop

## M
- Makanaki
- Hervé Makuka
- Diango Malacarne
- Sokol Maliqi
- Omar Mallea
- José Mamone
- Mijat Marić
- Oliver Maric
- Stefan Marini
- Ferid Matri
- Calderon Mavembo
- Mirzet Mehidic
- Genc Mehmeti
- Markus Meier
- Giorgio Mellacina
- Moreno Merenda
- Djamel Mesbah
- Lucien Mettomo
- André Meyer
- Erwin Meyer
- Remo Meyer
- Yassine Mikari
- Ridge Mobulu
- Jürgen Mohr
- Aldo Moscatelli
- Heinz Moser
- Mouangué Otélé
- André Muff
- Kudi Müller
- Marius Müller
- Martin Müller
- Rene Müller
- Sascha Müller
- Ridge Munsy
- Philipp Muntwiler
- Beat Mutter

## N
- Edmond N'Tiamoah
- Peter Nadig
- Naldo
- Nelson Ferreira
- Haxhi Neziraj
- André Niederhäuser
- Eigil Nielsen
- Blaise Nkufo
- Regillio Nooitmeer
- Adi Noventa

## O
- Moshe Ohayon
- Christophe Ohrel
- Jonas Omlin

## P
- Janko Pacar
- Paiva
- Paquito
- Aldo Pastega
- Paulo Vogt
- Antonio Permunian
- Dino Pinelli
- Piu
- Thomas Prager
- Tomislav Puljić

## R
- Bryan Rabello
- Michael Räber
- Ayoub Rachane
- Bruno Rahmen
- Dimitar Rangelov
- Ratinho
- Jacopo Ravasi
- Michel Renggli
- Stefan Renggli
- Alexandre Rey
- Caryl Righetti
- Peter Risi
- Roberto Souto
- Kaja Rogulj
- Dario Rota
- Régis Rothenbühler
- Martín Rueda
- Enzo Ruiz

## S
- Nedim Sacirović
- Norredine Sam
- Rexhep Saqi
- Sally Sarr
- Dilaver Satilmis
- Sava Bento
- Nenad Savić
- Agent Sawu
- Ezequiel Scarione
- Marco Schällibaum
- Peter Scheibel
- Enrico Schirinzi
- Marco Schneuwly
- Urs Schönenberger
- Kurt Schulz
- Marvin Schulz
- Walter Schumacher
- Guido Schüwig
- Christian Schwegler
- Pirmin Schwegler
- Roland Schwegler
- Mato Sego
- Gerardo Seoane
- Gürkan Sermeter
- Gezim Shalaj
- Ahmad Sharbini
- Ike Shorunmu
- Nico Siegrist
- Norbert Sigrist
- Luka Sliskovic
- Dejan Sorgic
- Christoph Spycher
- Florian Stahel
- Paul Stehrenberger
- Kurt Stettler
- Oliver Strohhammer
- Néstor Subiat
- Marko Sucic
- Skumbim Sulejmani

## T
- Markus Tanner
- Jean-Michel Tchouga
- Rexhep Thaqi
- Jérome Thiesson
- Thuram
- Ómar Torfason
- Ettore Trivellin
- Igor Trninic
- Roger Tschudin
- Semir Tuce
- Kubilay Türkyilmaz

## U
- Filip Ugrinic
- Gabriel Urdaneta
- Marijan Urtic

## V
- Ricardo Varela
- Sebastian Varela
- Ruben Vargas
- Adán Vergara
- Sirio Vernati
- Dusan Veskovac
- Idriz Voca

## W
- Jürgen Wähling
- Kaspar Waldis
- Léon Walker
- Gottfried Waser
- Ernst Wechselberger
- Roger Wehrli
- Peter Wenger
- Roland Widmer
- André Wiederkehr
- Marco Wiget
- Adrian Winter
- Alain Wiss
- Stefan Wolf
- Paul Wolfisberg
- Walter Wuest
- Gabriel Wüthrich
- Rolf Wüthrich
- Daniel Wyss
- Thomas Wyss

## Y
- Hakan Yakin
- Josephus Yenay

## Z
- Daniel Zaccanti
- David Zibung
- Besnik Zukaj
- Nevzet Zukic
- Elsad Zverotić